# Долбино (Бердянский район)
Долбино (укр. Довбине) — село, Берестовский сельский совет, Бердянский район,
Запорожская область, Украина.
Код КОАТУУ — 2320681002. Население по переписи 2001 года составляло 37 человек.

## Географическое положение
Село Долбино находится на правом берегу реки Берда,
выше по течению на расстоянии в 4 км расположено село Сачки,
на противоположном берегу — село Захаровка (Донецкая область).

## История
- 1806 — дата основания.